# 彩色铅笔

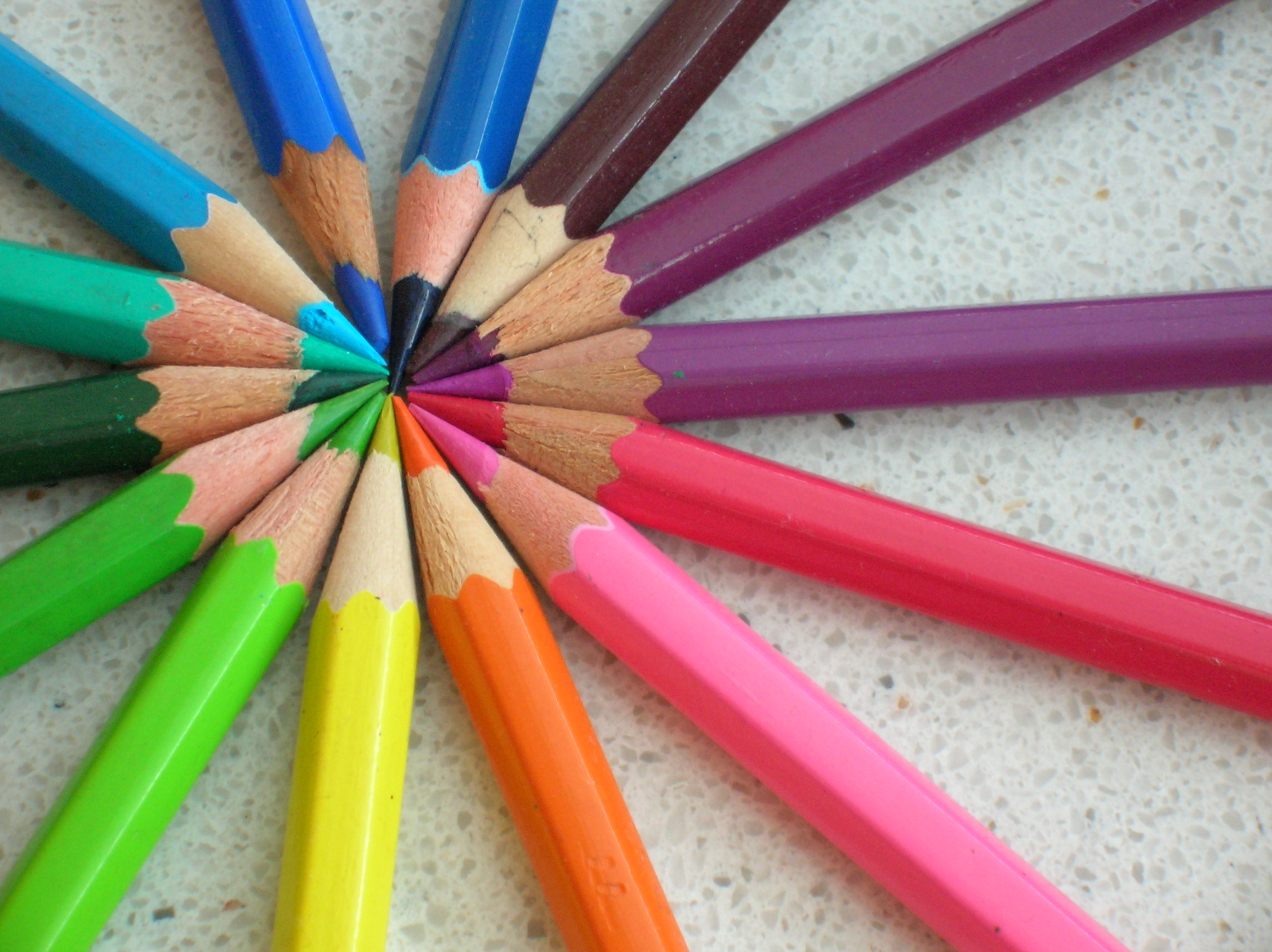
彩色鉛筆

彩色鉛筆（英語：Colored Pencil），又叫色鉛筆、木顏色、顏色筆，是黑色以外鉛芯的鉛筆。與普通鉛筆不同，彩色鉛筆的筆芯不含石墨。分為油性彩色鉛筆（油性）與水溶性彩色鉛筆（水性）。
彩色鉛筆出現於水彩畫之後，是重要的繪畫工具。因為這一傳承關係，早期的彩色鉛筆繪畫作品有意模仿水彩畫的效果。水溶性彩色鉛筆更幫助實現這一追求。相比於水彩，色鉛筆更善於表現物體的細膩質感，因此深受建築師的喜愛。ACG產業中，原畫師也需以彩色鉛筆繪製原畫。

## 特性

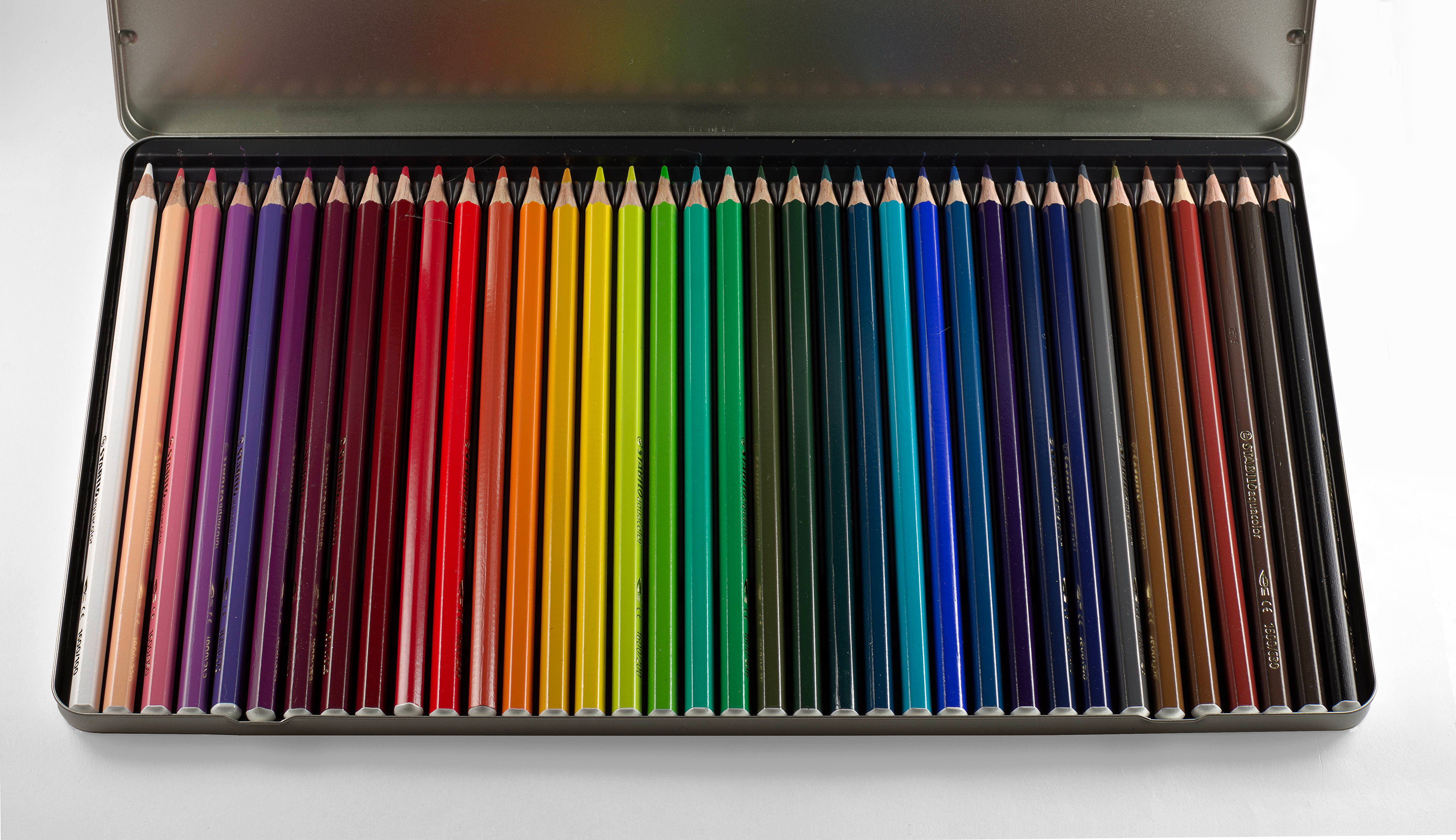
一盒彩色鉛筆

色鉛筆是一種非常容易掌握的塗色工具。它的顏色種類多樣，畫出來的效果較淡，上色較淺，和水彩、水粉等材料比較起來覆蓋性沒那麼強。